# Volta ao Rio Grande do Sul
A Volta Ciclística Internacional de Gravataí ou simplesmente Volta de Gravataí é uma competição ciclística profissional de estrada por etapas disputada anualmente durante o mês de abril no Rio Grande do Sul, Brasil.
Até 2009, a prova foi disputada em um formato de 3 etapas em 2 dias: uma etapa de estrada, em um sábado, e um contra-relógio e um circuito no domingo. Desde 2010, o evento consiste em 5 etapas, iniciando e terminando em Gravataí, na região metropolitana de Porto Alegre. A prova também normalmente inclui uma etapa de montanha, com final em Cambará do Sul.
O evento foi disputado pela primeira vez em 2001, como uma prova amadora. A partir da 5ª edição, em 2008, passou a integrar o calendário nacional das provas organizadas pela CBC, e, a partir do ano seguinte, o calendário internacional do UCI America Tour, na categoria 2.2. Em 2012, a prova não foi disputada.
Desde 2009, contado somente as edições válidas para a UCI, dois ciclistas venceram mais de uma etapa da Volta: Roberto Pinheiro, que venceu 3 (2010 e 2011), e Edgardo Simon, que venceu 2 na edição de 2009.

## Vencedores
| Ano  | Vencedor          | Segundo lugar      | Terceiro lugar     |
| ---- | ----------------- | ------------------ | ------------------ |
| 2007 | Carlos Manareli   | Rodrigo Nascimento | Cleiton Fadanelli  |
| 2008 | Soelito Gohr      | Nilceu dos Santos  | Daniel Rogelin     |
| 2009 | Ramiro Cabrera    | Flávio Cardoso     | Eduardo Pinheiro   |
| 2010 | Jaime Castañeda   | Juan Pablo Suárez  | Antônio Nascimento |
| 2011 | Renato Seabra     | José Eriberto      | Antônio Nascimento |
| 2012 | Não foi disputada | Não foi disputada  | Não foi disputada  |